# Burnie Burns

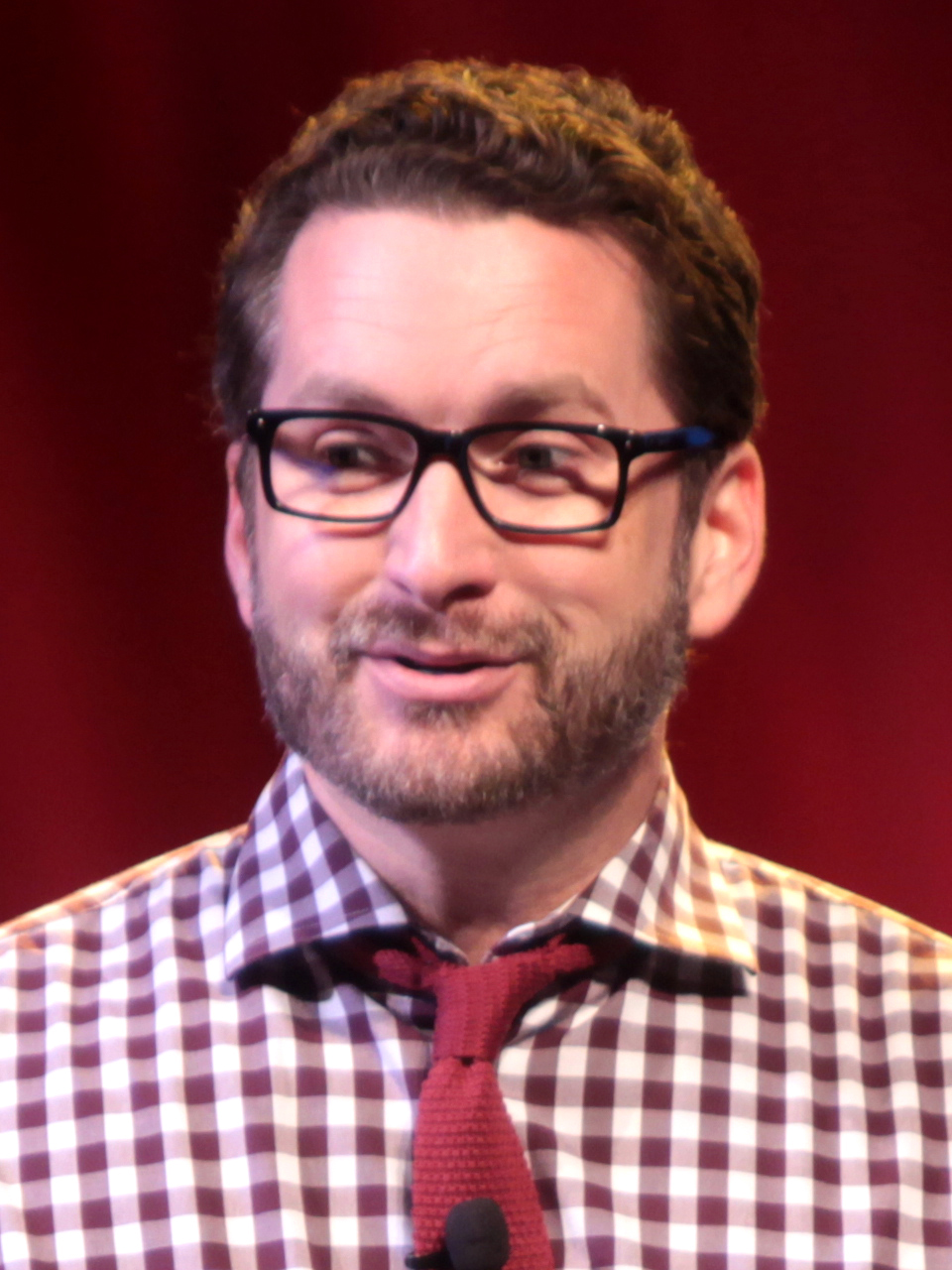
Burnie Burns (2014)

Michael Justin „Burnie“ Burns (* 18. Januar 1973 in Rochester, Monroe County, New York) ist ein US-amerikanischer Drehbuchautor, Filmproduzent, Schauspieler und Synchronsprecher. Von 2003 bis 2020 war er CEO und CCO der von ihm mitgegründeten TV-Filmproduktionsgesellschaft Rooster Teeth.

## Leben
Burns wurde in Rochester geboren, wuchs allerdings in Houston, Texas auf. Sein Vater war Professor für Physik und französisch-kanadischer Herkunft. Den Spitznamen Burnie erhielt er während seiner Schulzeit an der Alief Elsik High School, da in seiner Klasse viele den Vornamen Michael hatten. Er besuchte erst die University of Notre Dame, wechselte später aber an die University of Texas at Austin, wo er das Fach Informatik belegte und mit dem Bachelor of Arts abschloss.
Seit 1997 ist er in verschiedenen Funktionen in der Filmindustrie tätig. Im September 2019 heiratete er die Internet-Persönlichkeit Ashley Jenkins. Er war einer der Gründer der Filmproduktionsgesellschaft Rooster Teeth, die er im Januar 2020 verließ. Nachdem das Unternehmen im Mai 2024 geschlossen worden war, kündigte Burns am 5. Februar 2025 an, dass die Marke Rooster Teeth von ihm und seinem Unternehmen Box Canyon Productions gekauft wurde.

## Filmografie (Auswahl)

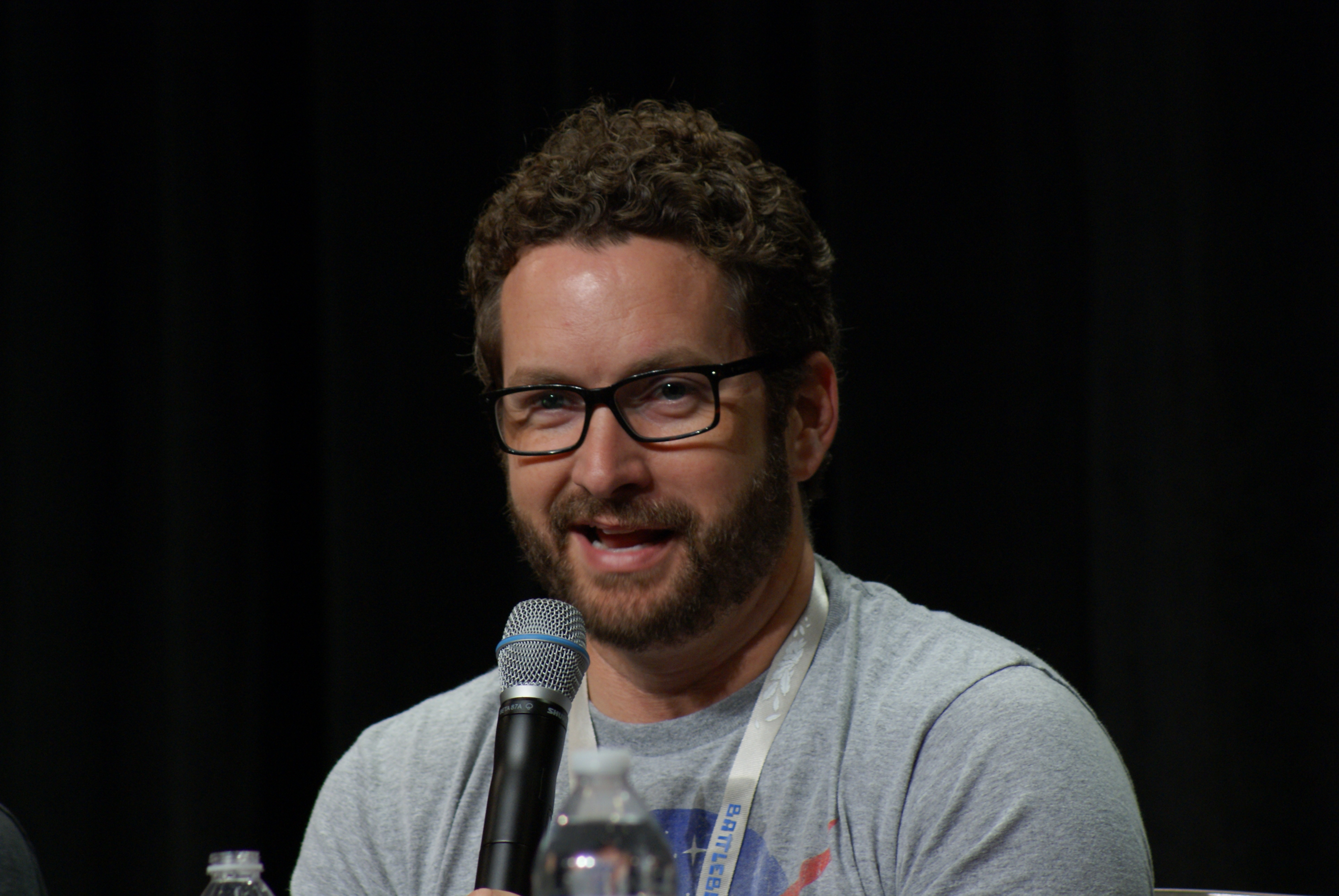
Burnie Burns (2013)

### Drehbuch
- 1997: The Schedule
- 2004–2006: The Strangerhood (Fernsehserie, 13 Episoden)
- 2015: Lazer Team
- 2016: Bravo: Machinima United (Kurzfilm)
- 2017: Day 5 (Fernsehserie, 9 Episoden)
- 2017: Lazer Team 2
- 2018: Bravo 2: Machinima Heroes

### Produktion
- 1997: The Schedule
- 2004–2019: Red vs. Blue (Animationsserie, 56 Episoden)
- 2010: Immersion (Fernsehserie)
- 2012: Nature Town (Mini-Fernsehserie)
- 2012: Minecraft: The Story of Mojang (Dokumentation)
- 2012: A Simple Walk Into Mordor (Kurzfilm)
- 2013: RWBY: Volume 1 (Zeichentrickfilm)
- 2013–2020: RWBY (Zeichentrickserie, 91 Episoden)
- 2014: Trocadero: When We're Together
- 2014: iBlade (Mini-Fernsehserie, Episode 1x03)
- 2014–2015: X-Ray and Vav (Zeichentrickserie, 16 Episoden)
- 2015: Let’s Play Live: The Documentary (Dokumentation)
- 2015: Lazer Team
- 2015: X-Ray & Vav: Posi-Choices 101 (Kurzanimationsfilm)
- 2015: RWBY: Grimm Eclipse (Videospiel)
- 2015: X-Ray & Vav: The X-Ray & Vav Holiday Special (Kurzanimationsfilm)
- 2015: Hit (Kurzfilm)
- 2016: Connected (Dokumentation)
- 2016: RWBY: Volume 3 (Zeichentrickfilm)
- 2016: Bravo: Machinima United (Kurzfilm)
- 2016: World's Greatest Head Massage, Part I and II (Dokumentation)
- 2016: Crunch Time (Mini-Fernsehserie, 6 Episoden)
- 2016: The Meme Machine: What Happens When the Internet Chooses You (Dokumentation)
- 2016–2017: Day 5 (Fernsehserie, 16 Episoden)
- 2016–2017: Heroes & Halfwits (Fernsehserie, 39 Episoden)
- 2016–2018: RWBY Chibi (Animationsserie, 40 Episoden)
- 2016–2019: Camp Camp (Zeichentrickserie, 49 Episoden)
- 2017: The Tattooist (Dokumentation)
- 2017: Sex Swing: The Animated Series (Zeichentrickserie, 6 Episoden)
- 2017: Haus of Pain
- 2017: RWBY: Volume 4 (Zeichentrickfilm)
- 2017: Unconventional (Dokumentation)
- 2017: Camp Camp: Night of the Living Ill (Zeichentrickfilm)
- 2017: Lazer Team 2
- 2017: Camp Camp: A Camp Camp Christmas, or Whatever (Zeichentrickfilm)
- 2018: The Super Slow Show (Dokumentation)
- 2018: Becoming Jessica Nigri (Dokumentation)
- 2018: Blood Fest
- 2018: ScrewAttack's Top 10s (Fernsehsendung)
- 2018: Bravo 2: Machinima Heroes
- 2018: Nomad of Nowhere (Zeichentrickserie, 12 Episoden)
- 2018: Camp Camp: Arrival of the Torso Takers (Zeichentrickfilm)
- 2018: Common Ground (Dokumentation)
- 2018: Camp Camp: Culture Day (Zeichentrickfilm)
- 2019: Gen: Lock (Zeichentrickserie, 8 Episoden)
- 2019: Waiting for the Punchline (Dokumentation)
- 2019: A Heist with Markiplier (Fernsehfilm)
- 2019: Arizona Circle (Fernsehserie)
- 2020: Transformers: War for Cybertron Trilogy (Animationsserie, 6 Episoden)

### Schauspieler
- 2004–2006: The Strangerhood (Fernsehserie, 12 Episoden)
- 2013: Video Game High School (Webserie, Episode 2x01)
- 2015: Lazer Team
- 2015: The Strangerhood 2 (Fernsehserie)
- 2015: Reunited (Kurzfilm)
- 2015: The Outfield
- 2015: Hit (Kurzfilm)
- 2016: Slash
- 2016: Bravo: Machinima United (Kurzfilm)
- 2016: Crunch Time (Mini-Fernsehserie, 2 Episoden)
- 2016: Escape! (Fernsehserie)
- 2016: 12 Deadly Days (Mini-Fernsehserie, 2 Episoden)
- 2016: The Noodle Man (Kurzfilm)
- 2017: It’s Always Sunny in Philadelphia (Fernsehserie, Episode 12x08)
- 2017: The Eleven Little Roosters (Mini-Fernsehserie, 5 Episoden)
- 2017: Lazer Team 2
- 2018: The Next Kill

### Synchronsprecher
- 2003–2019: Red vs. Blue (Animationsserie, 163 Episoden)
- 2006: Red vs. Blue: Out of Mind (Animationsserie, 2 Episoden)
- 2007: Code Monkeys (Zeichentrickserie, Episode 1x04)
- 2007: Halo 3 (Videospiel)
- 2009: Red vs. Blue: Relocated (Animationsserie, 2 Episoden)
- 2009: Rooster Teeth Shorts: Volume One (Zeichentrickfilm)
- 2010: Rooster Teeth Shorts: Volume Two (Zeichentrickfilm)
- 2011: Red vs. Blue: MIA (Animationsserie)
- 2012: The Best Red vs. Blue. Ever. Of All Time (Animationsfilm)
- 2012: Red vs. Blue: Where There's a Will, There's a Wall (Animationsserie, 3 Episoden)
- 2013: RWBY: Volume 1 (Zeichentrickfilm)
- 2013–2018: RWBY (Zeichentrickserie, 8 Episoden)
- 2014: iBlade (Mini-Fernsehserie, Episode 1x01, Sprecherrolle)
- 2016: RWBY: Volume 3 (Zeichentrickfilm)
- 2016: Death Battle (Animationsserie, Episode 3x07)
- 2016–2017: Kinda Funny: The Animated Series (Zeichentrickserie, 4 Episoden)
- 2017: RWBY: Volume 4 (Zeichentrickfilm)
- 2017–2018: RWBY Chibi (Animationsserie, 16 Episoden)